# Luigi Maria d'Albertis

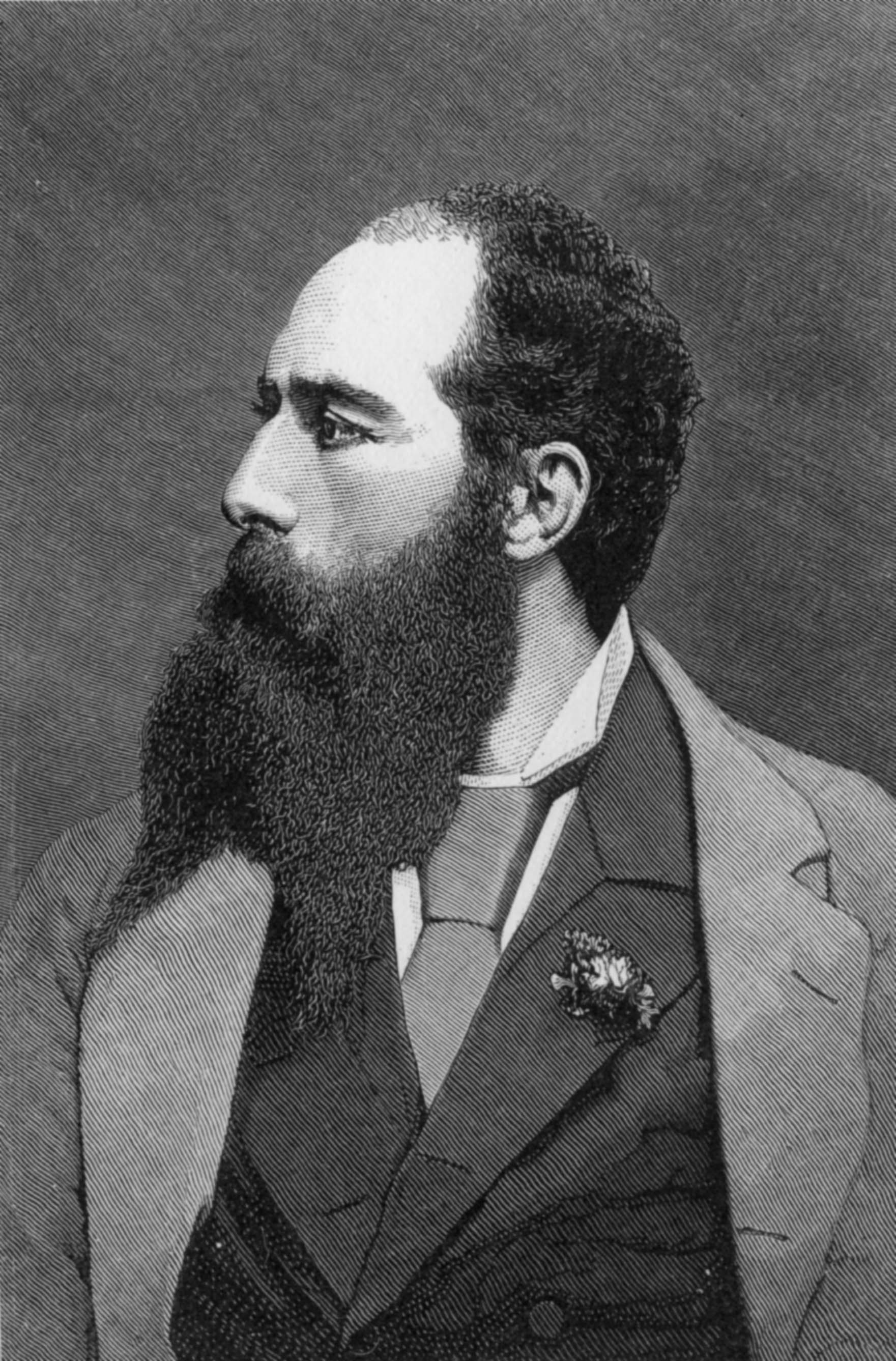
Luigi Maria D'Albertis

Luigi Maria d'Albertis, född 21 november 1841, död 2 september 1901, var en italiensk naturforskare och upptäcktsresande. Han var aktiv inom botaniken, etnologin och zoologin.
D'Albertis utförde flera expeditioner i Nya Guinea mellan 1871 och 1877. Med en ångbåt som han hade fått av administrationen i New South Wales (Australien) åkte han uppför floden Flay i östra Nya Guinea. Vid resorna ska han enligt olika rapporter ha varit hänsynslös vad som orsakade många konflikter med ursprungsbefolkningen. Det berättades att D'Albertis övertog huvuden av människor för sin samling som ursprungligen var religiösa föremål för den inhemska befolkningen.
Liksom andra upptäcktsresande samlade han olika naturhistoriska objekt. Flera djurarter är uppkallade efter D'Albertis, bland annat ormen Bothrochilus albertisii, duvan Gymnophaps albertisii och pungdjuret Pseudochirops albertisii.